# Cymodocella glabella
Cymodocella glabella là một loài chân đều trong họ Sphaeromatidae. Loài này được Bruce miêu tả khoa học năm 1995.